# Coenotephria plurilineata
Coenotephria plurilineata là một loài bướm đêm trong họ Geometridae.